# Wuhua (Meizhou)
Wuhua (en chino simplificado, 五华县; pinyin, Wǔhuá xiàn)  es un condado bajo la administración directa de la ciudad-prefectura de Meizhou. Se ubica al este de la provincia de Cantón, en el sur de la República Popular China. Su área es de 3237 km² y su población total para 2018 superó el millón de habitantes.

## Administración
El condado de Wuhua se divide en 6 pueblos que se administran en poblados.

## Clima
| Parámetros climáticos promedio de Wuhua (1981−2010) | Parámetros climáticos promedio de Wuhua (1981−2010) | Parámetros climáticos promedio de Wuhua (1981−2010) | Parámetros climáticos promedio de Wuhua (1981−2010) | Parámetros climáticos promedio de Wuhua (1981−2010) | Parámetros climáticos promedio de Wuhua (1981−2010) | Parámetros climáticos promedio de Wuhua (1981−2010) | Parámetros climáticos promedio de Wuhua (1981−2010) | Parámetros climáticos promedio de Wuhua (1981−2010) | Parámetros climáticos promedio de Wuhua (1981−2010) | Parámetros climáticos promedio de Wuhua (1981−2010) | Parámetros climáticos promedio de Wuhua (1981−2010) | Parámetros climáticos promedio de Wuhua (1981−2010) | Parámetros climáticos promedio de Wuhua (1981−2010) |
| Mes                                                 | Ene.                                                | Feb.                                                | Mar.                                                | Abr.                                                | May.                                                | Jun.                                                | Jul.                                                | Ago.                                                | Sep.                                                | Oct.                                                | Nov.                                                | Dic.                                                | Anual                                               |
| --------------------------------------------------- | --------------------------------------------------- | --------------------------------------------------- | --------------------------------------------------- | --------------------------------------------------- | --------------------------------------------------- | --------------------------------------------------- | --------------------------------------------------- | --------------------------------------------------- | --------------------------------------------------- | --------------------------------------------------- | --------------------------------------------------- | --------------------------------------------------- | --------------------------------------------------- |
| Temp. máx. abs. (°C)                                | 29.4                                                | 32.2                                                | 33.3                                                | 35.1                                                | 36.1                                                | 38.0                                                | 38.6                                                | 38.4                                                | 37.2                                                | 35.2                                                | 34.0                                                | 29.9                                                | '                                                   |
| Temp. máx. media (°C)                               | 17.9                                                | 18.9                                                | 22.1                                                | 26.2                                                | 29.5                                                | 31.6                                                | 33.7                                                | 33.3                                                | 31.5                                                | 28.8                                                | 24.3                                                | 19.5                                                | 26.4                                                |
| Temp. media (°C)                                    | 12.4                                                | 14.1                                                | 17.3                                                | 21.7                                                | 25.0                                                | 27.2                                                | 28.7                                                | 28.3                                                | 26.7                                                | 23.6                                                | 18.6                                                | 13.6                                                | 21.4                                                |
| Temp. mín. media (°C)                               | 8.7                                                 | 10.8                                                | 13.9                                                | 18.4                                                | 21.7                                                | 24.1                                                | 25.2                                                | 24.9                                                | 23.3                                                | 19.7                                                | 14.5                                                | 9.5                                                 | 17.9                                                |
| Temp. mín. abs. (°C)                                | -1.2                                                | 1.3                                                 | 1.4                                                 | 7.8                                                 | 12.9                                                | 17.4                                                | 19.5                                                | 21.6                                                | 15.2                                                | 8.1                                                 | 3.3                                                 | -2.5                                                | '                                                   |
| Precipitación total (mm)                            | 43.4                                                | 91.0                                                | 136.3                                               | 185.7                                               | 183.8                                               | 245.4                                               | 175.4                                               | 198.8                                               | 148.2                                               | 44.2                                                | 37.0                                                | 39.0                                                | 1528.2                                              |
| Humedad relativa (%)                                | 74                                                  | 78                                                  | 79                                                  | 79                                                  | 79                                                  | 80                                                  | 76                                                  | 78                                                  | 77                                                  | 72                                                  | 71                                                  | 72                                                  | 76.3                                                |
| Fuente: China Meteorological Data Service Center    |                                                     |                                                     |                                                     |                                                     |                                                     |                                                     |                                                     |                                                     |                                                     |                                                     |                                                     |                                                     |                                                     |